# Титевци
Титевци е село в Северна България.
То се намира в община Елена, област Велико Търново.

## География
Село Титевци се намира в планински район.